# Euchloe ziayani
Euchloe ziayani is een vlindersoort uit de familie van de Pieridae (witjes), onderfamilie Pierinae.
Euchloe ziayani werd in 2001 beschreven door Leestmans & Back.